# Gregor von Tours

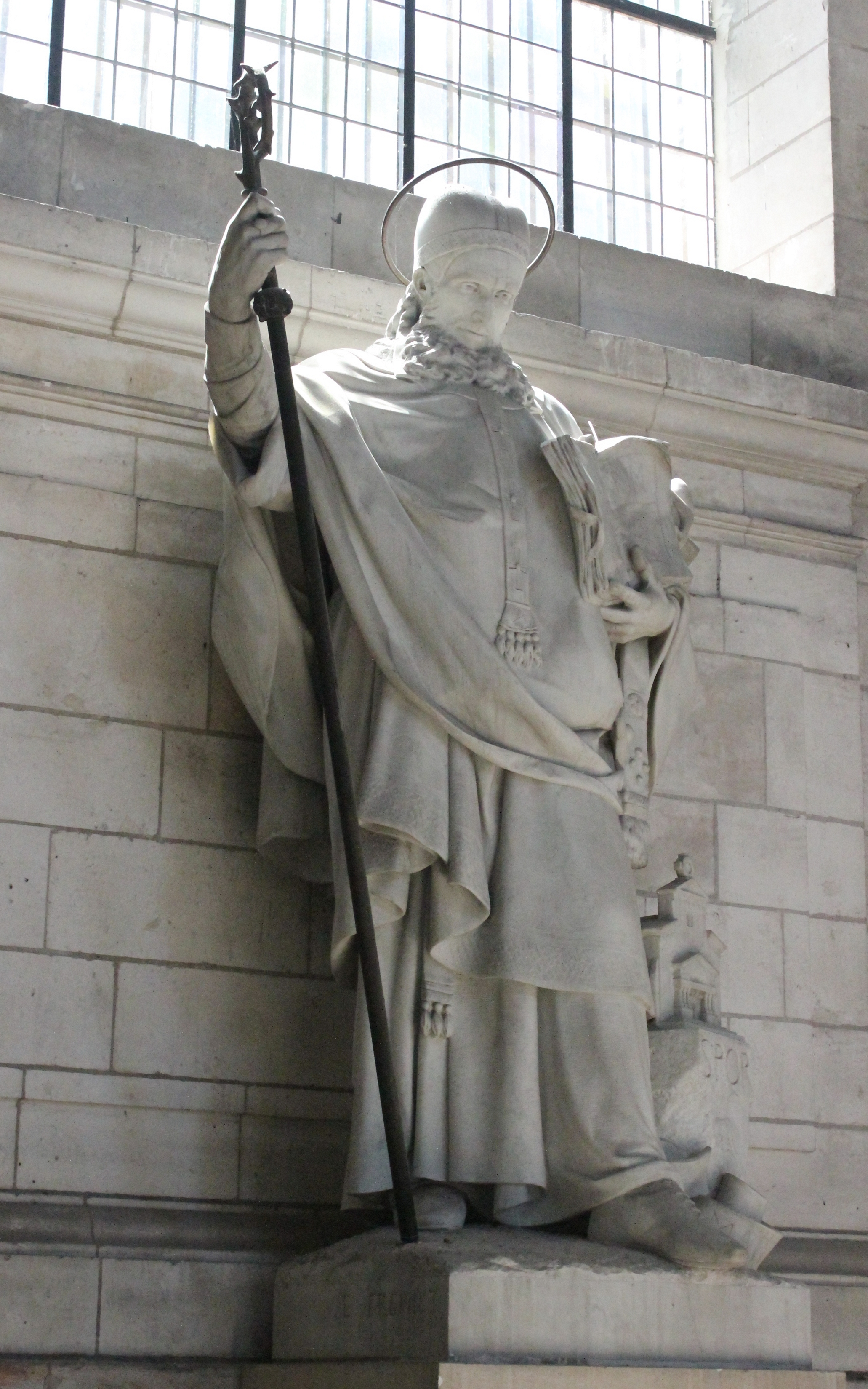
Emmanuel Frémiet: Saint Grégoire de Tours, Skulptur für das Panthéon in Paris (um 1875); seit 1934 in der Kathedrale von Arras

Gregor von Tours (eigentlich Georgius Florentius Gregorius;  * 30. November 538 bei Clermont-Ferrand; † vermutlich 17. November 594 in Tours) war Bischof von Tours, Geschichtsschreiber und Hagiograph. Seine berühmten Zehn Bücher Geschichten (bzw. Historien) gehören zu den wichtigsten Quellen für die Übergangszeit zwischen der Spätantike und dem Frühmittelalter.

## Leben
Gregor hieß ursprünglich Georgius Florentius. Er wurde als drittes Kind in eine vornehme gallorömisch-senatorische Familie der Auvergne geboren, die auf eine lange und stolze Tradition zurückblicken konnte: In spätrömischer Zeit hatte sie hohe römische Beamte gestellt, nach dem Untergang Westroms dienten mehrere Familienmitglieder der Kirche. Gregor hatte einen älteren Bruder namens Petrus und eine Schwester, deren Name unbekannt ist. Sein Vater hieß Florentius, seine Mutter Armentaria; sie war vermutlich eine Tochter des Bischofs Armentarius von Langres. Sein Vater und sein Großvater väterlicherseits, Georgius, gehörten der senatorischen Adelsschicht an; sein Onkel Gallus war Bischof von Clermont. Mütterlicherseits war Gregor auf einer Seite verwandt mit den Bischöfen Sacerdos und Nicetius von Lyon, auf der anderen Seite mit den Bischöfen Gregor von Langres und dessen Sohn Tetricus von Langres, die beide ebenfalls einem senatorischen Geschlecht entstammten. Zu Ehren Gregors von Langres nahm er den Namen Gregor (Gregorius) an, unter dem er bekannt wurde. Gregor verstand sich zeitlebens nicht als Franke, sondern als Römer, und war erkennbar stolz auf seine vornehme Abstammung, was in seinen Schriften immer wieder klar zum Ausdruck kommt.
Gregor scheint eine gute Bildung erhalten zu haben, er kannte unter anderem Werke Vergils und Sallusts (wenn auch vielleicht nur in Form von Kompendien). In jungen Jahren erkrankte er schwer und gelobte im Falle einer Genesung Geistlicher zu werden. Sein Vater starb jung, und Gregor wurde erst von seiner Mutter Armentaria in der Nähe von Cavaillon und dann von seinem Onkel Gallus († 551) sowie dem Archidiakon und späteren Bischof Avitus in Clermont erzogen. Vor dem Tod des Gallus war Gregor bereits in den geistlichen Stand eingetreten. Eine weitere Ausbildung erhielt er von seinem Onkel Nicetius in Lyon (Lugdunum), wohin er 563 geschickt wurde. 563 unternahm er, erneut erkrankt, eine Pilgerreise zum Grab des heiligen Martin. Zu diesem Zeitpunkt war er bereits zum Diakon ordiniert. Über die folgenden Jahre ist kaum etwas bekannt. Als Diakon war er wohl in der Auvergne tätig, wenn er auch Verwandte besuchte (wie seine Mutter im Teilreich Burgund oder seinen Vetter mütterlicherseits, Bischof Euphronius von Tours). Gregor war mit dem Dichter Venantius Fortunatus befreundet, der ihm seine Gedichtsammlung widmete. 571 hielt er sich einige Zeit in St. Julian in Brioude auf, wohin seine Familie gute Verbindungen unterhielt, wobei seine dortige Stellung aber recht unklar ist. 573 wurde er als Nachfolger des Euphronius zum Bischof von Tours gewählt, vermutlich auf Veranlassung des Königs Sigibert I. von Austrasien, dem Gregor bereits von Besuchen am Königshof bekannt war.
Als Bischof von Tours war Gregor für einen der wichtigsten Bischofssitze Galliens verantwortlich. Während seines Episkopats war er oft mit den Streitigkeiten der fränkischen Teilkönige konfrontiert, denen nicht zuletzt an der Beherrschung von Tours gelegen war. Ihnen trat Gregor mehrmals und entschieden entgegen. So verweigerte er die Auslieferung politischer Gegner an König Chilperich I. von Neustrien (den Gregor als „Nero und Herodes“ seiner Zeit bezeichnete) und dessen Gemahlin Fredegunde. Gregor setzte sich auch (allerdings vergeblich) für Bischof Praetextatus von Rouen ein, der für den Prinzen Merowech eingetreten war, nachdem Merowech sich gegen seinen Vater Chilperich erhoben hatte und unterlegen war. Chilperich selbst scheint Gregor für dessen Engagement Respekt entgegengebracht zu haben, denn er zog den Bischof verschiedentlich als theologischen Berater heran. Die politischen Gegner Gregors, darunter vor allem Leudast als Regionalherrscher bzw. comes von Tours, intrigierten jedoch gegen ihn, so dass er sich im Sommer 580 vor einer Synode verantworten musste. Durch eine Eidesleistung gewann Gregor das Vertrauen Chilperichs zurück.
Nach Chilperichs Tod 584 setzte sich Gregor für die Aussöhnung der merowingischen Teilherrscher Guntram I. von Burgund und Childebert II. ein. Beide Herrscher verständigten sich 585, und Gregor stand denn auch in ihrer Gunst. Dennoch musste er sich 585 und wieder 588 für den Frieden zwischen den Teilherrschern einsetzen.
Er starb Ende 594 in Tours, vermutlich am 17. November, der sein Gedenktag ist. In Tours und Clermont wird er als Heiliger verehrt.

## Werke

### Zehn Bücher Geschichten („Geschichte der Franken“)

#### Inhalt

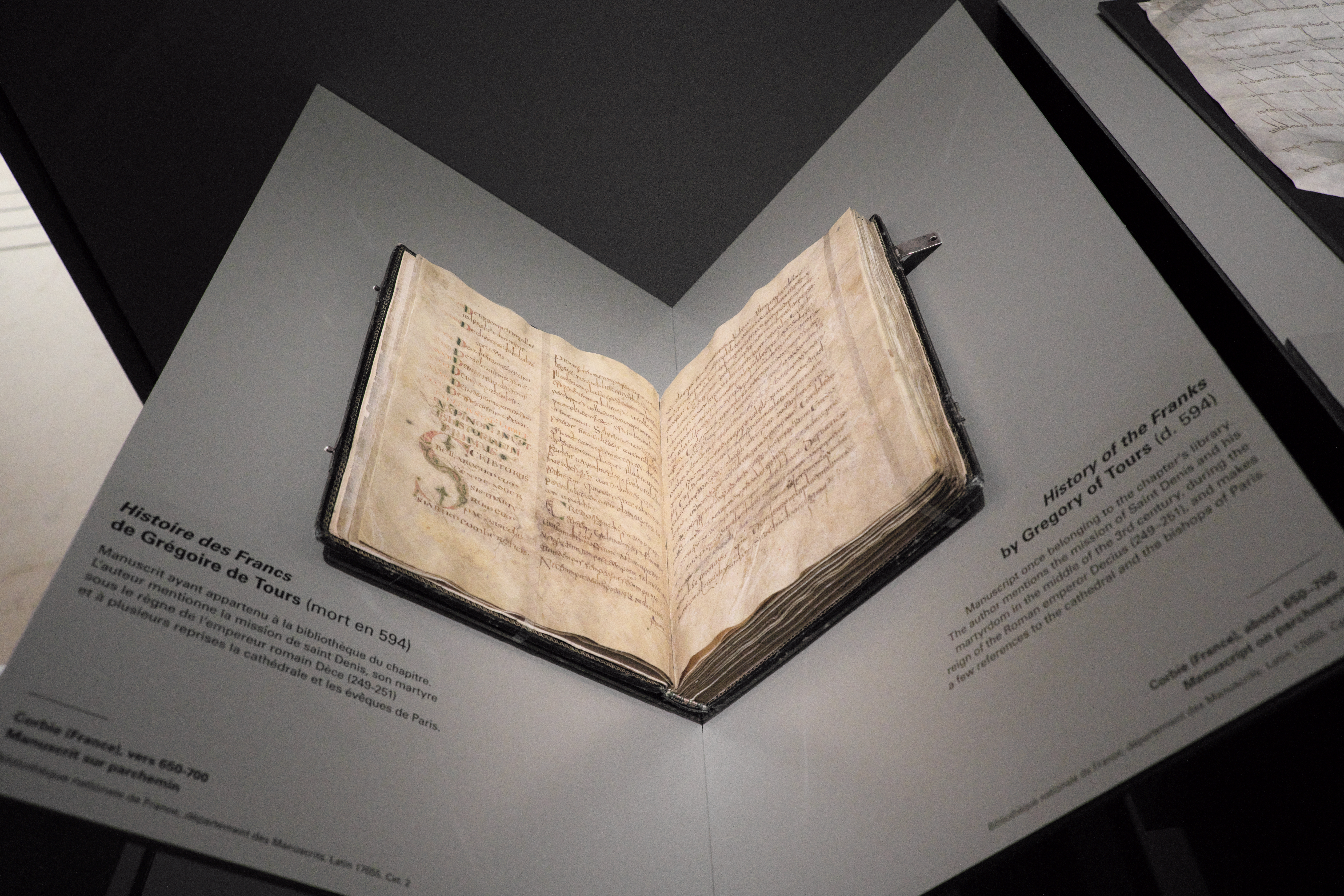
Historia Francorum, Manuskript aus dem 7. Jahrhundert

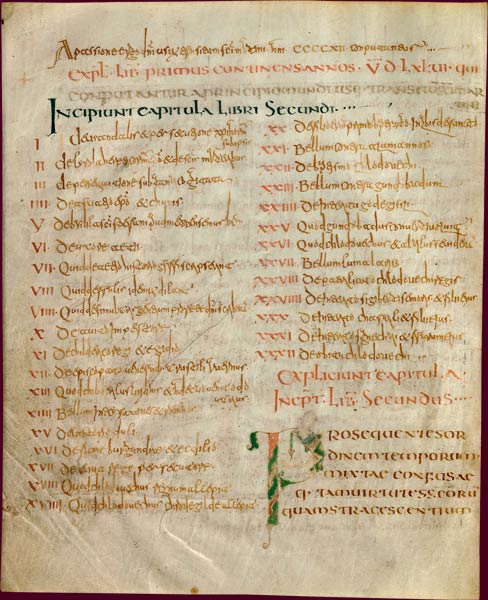
Eine Seite einer Handschrift der Historiae. Paris, Bibliothèque Nationale, Lat. 17655, fol. 13v (spätes 7. Jahrhundert)

Das Hauptwerk Gregors stellen die Zehn Bücher Geschichten (Decem libri historiarum) dar, die in der Forschung gewöhnlich kurz als Historiae („Historien“) oder, allerdings irreführend, Historia Francorum („Geschichte der Franken“) bezeichnet werden. Ein Original aus Gregors Hand existiert nicht mehr, doch ist das umfangreiche Werk in mehr als 50 mittelalterlichen Handschriften überliefert. Die ältesten darunter stammen aus dem 7. Jahrhundert, sind jedoch unvollständig und fehlerhaft. Verlässlichere Handschriften stammen aus dem 11. Jahrhundert. Einer der ältesten Überlieferungsträger des Textes wird heute in der Universitätsbibliothek Heidelberg aufbewahrt. Die Handschrift, die um 800 im Kloster Lorsch entstand, gelangte im 16. Jahrhundert in den Besitz des pfälzischen Kurfürsten Ottheinrich. Nach der Wegführung der Bibliotheca Palatina im Dreißigjährigen Krieg kam die Handschrift im 19. Jahrhundert nach Heidelberg zurück.
Es handelt sich um eine christliche Universalgeschichte in spätantiker Tradition. Gregors Absicht war es, die Geschichte der Gesamtkirche aus eschatologischer Sicht darzustellen, von der Erschaffung der Welt bis zu den fränkischen Königen des 6. Jahrhunderts. Das erste Buch schildert die Zeit bis zum Tod des heiligen Martin von Tours (397), das zweite beschreibt die Zeit der ersten Merowinger bis zum Tod König Chlodwigs I., den Gregor im Rahmen der Taufschilderung als „neuen Konstantin“ bezeichnet und so eine Brücke von der fränkischen zur (gallo-)römischen Geschichte schlägt. Mit dem vierten Buch erreicht Gregor seine eigene Zeit; es endet mit der Ermordung König Sigiberts I. Die restlichen sechs Bücher behandeln die weitere Zeitgeschichte bis in den Sommer 591. An den Schluss stellt Gregor eine Autobiographie mit einem Verzeichnis seiner Werke. Die Historiae wurden sukzessiv verfasst: Die ersten vier Bücher verfasste Gregor um oder kurz nach 575 (wenngleich sie später wohl noch einmal überarbeitet wurden), die restlichen sechs Bücher folgten dann später. Alexander Callander Murray geht hingegen neuerdings abweichend davon aus, die Historien seien nach 585 entstanden.
Gregor verbindet in seiner Darstellung – genau wie sein griechischer Zeitgenosse Euagrios Scholastikos – kirchliche und weltliche Geschichtsschreibung. Er sieht die Franken in der Nachfolge der Römer, beschönigt aber nicht die teils katastrophalen Zustände in ihrem regnum (Gregor, Historien IV 50). Gregor übersieht nicht die brutalen Methoden Chlodwigs und seiner Nachkommen, beurteilt die Merowinger aber eher hinsichtlich ihrer Rolle als ausführende Instrumente des göttlichen Willens. Großen Wert legt er daher auf das Verhältnis des Königs zur Kirche, besonders dessen Bischöfen, die den König beraten und anleiten sollen. So verurteilt er nicht hartes Vorgehen, wenn es effektiv ist und die Herrschaft als gerecht bewertet werden kann. Im Hinblick auf die Generationen nach Chlodwig bemängelt Gregor allerdings zunehmend sündhaftes Verhalten und bezeichnete etwa Chilperich I. als den „Nero und Herodes“ seiner Zeit.
Das Werk liefert keineswegs nur Informationen über die Franken, etwa über ihren angeblichen Ursprung (siehe Origo gentis), sondern ist breit angelegt. Aufgrund seines zentralen Themas wird es dennoch, wie gesagt, oft als Geschichte der Franken (Historia Francorum) bezeichnet, was aber dem Anliegen Gregors nicht gerecht wird; die neuere Forschung betont den universalen Charakter der Schrift. Gregor geht sogar auf Ereignisse im fernen Orient, an der Ostgrenze des geschrumpften Imperium Romanum, ein, etwa auf die Plünderung Antiochias durch die Perser im Jahr 540 oder den Ausbruch eines neuen Perserkriegs 572 (Gregor, Historien IV 40). Der oströmische Kaiser gilt ihm noch immer als Oberherr und wird als dominus noster bezeichnet, und insbesondere über Ereignisse am Hof von Justin II. und Tiberius Constantinus zeigt sich Gregor gut informiert.
Zu Gregors Quellen gehörten neben der lateinischen Bibel (Vulgata) unter anderem Orosius, Eusebius, Avitus von Vienne und Sidonius Apollinaris. Gregor benutzte auch heute verlorene Quellen, so etwa Annalen (wie die sogenannten Annalen von Angers) sowie das Geschichtswerk des Sulpicius Alexander und das des Renatus Profuturus Frigeridus. Oft nennt er seine Quellen oder zitiert Dokumente. Nicht zuletzt wegen der Stoffmenge ist das Werk unersetzlich und stellt bei allen Problemen die Hauptquelle für das spätantike Gallien und die frühe Merowingerzeit dar.

#### Sprache
Sprachgeschichtlich interessant ist Gregors Latein, das wertvolles Material zur Geschichte des spätantik-frühmittelalterlichen Vulgärlatein bietet. In der Einleitung entschuldigt sich Gregor für seine „ungepflegte“ und „ländliche“ Sprache. Tatsächlich weicht das Latein vieler Handschriften sowohl in der Morphologie als auch in der Syntax stark vom klassischen Latein und auch vom Latein klassizistischer spätantiker Autoren ab. Darin spiegelt sich nach Ansicht mancher Gelehrter der Übergang zwischen Latein und den romanischen Sprachen: Klassisches Latein war für Gregor zwar einerseits noch keine zu erlernende Fremdsprache, andererseits doch schon nicht mehr identisch mit dem Vulgärlatein seiner Zeit.
Erich Auerbach betonte 1946 einen seiner Meinung nach vorhandenen Bruch Gregors gegenüber spätantiken Autoren, deren Kunstsprache und hierarchischen Periodenbau er hinter sich lasse. Das zeige sich in der Vermengung des „Alltäglich-Realistischen“ mit dem „Erhaben-Tragischen“ und dem ungeschickten und wenig klaren Aufbau seiner oft vom konkreten Miterleben geprägten Erzählungen, in denen kausale, konzessive und andere Abhängigkeiten teils verworren und unscharf ausgedrückt werden und „monströse“ und „systemlose Partizipalgebilde“ zu finden sind. Auerbach hielt Gregor für einen nicht an dogmatischen Diskussionen interessierten, sondern dem Praktisch-Organisatorischen zugewandten Seelsorger, der sich seiner Aufgabe bewusst ist, angesichts der zunehmenden Verrohung und des Zivilisationsrückgangs, der zunehmend auch den gallorömischen Teil des Merowingerreichs betroffen habe, mit Hilfe seiner Geschichten „christliche Gesittung“ aufzubauen. Rudolf Buchner ging von einer absichtlichen Absenkung der Stilhöhe aus. Er und andere Gelehrte waren der Ansicht, der klassisch gebildete Gregor habe sich bewusst darum bemüht, einen Mittelweg zwischen dem gepflegten Latein der spätantiken Kirchenschriftsteller und der von fränkischen Dialekten beeinflussten romanischen Volkssprache seiner Zeit zu finden.
Allerdings ist es durchaus möglich, dass Gregors Sprache in Wirklichkeit dem antiken Latein näher war, als die maßgebliche Textausgabe von Bruno Krusch erkennen lässt: Krusch erwartete von Gregor ein „vulgäres“ (umgangssprachliches) Latein; er orientierte sich daher an denjenigen Handschriften, die ein solches bieten, und entschied sich im Zweifel stets für die „ungepflegte“ Variante, während er anspruchsvollere Konstruktionen für spätere Verbesserungen durch Kopisten hielt. Dieses Verfahren, das lange Zeit den Blick auf Gregors Latein prägte, ist in jüngerer Zeit kritisiert worden. In neuerer Zeit kommt so etwa Pascale Bourgain in ihrer Untersuchung von Gregors Stil und Sprache zu einem positiven Urteil: Ihr zufolge lassen die gängigen modernen Editionen die Sprachformen Gregors nicht mehr erkennen, ebenso weist sie den Vorwurf einer „verwilderten Sprache“ Gregors zurück. Insgesamt ist wohl von einem höheren Bildungsgrad Gregors auszugehen, als ihn die ältere Forschung annahm.
Wenngleich daher Forscher wie Martin Heinzelmann die „Merowingismen“ in Gregors Werk für spätere Verfälschungen halten, halten andere Autoren wie der Altphilologe Roman Müller die Absenkung der Stilhöhe bei Gregor, ähnlich wie bei dem durch seine gut verständlichen Volkspredigten bekannten Caesarius von Arles, für authentisch und beabsichtigt. Gregor bezichtigt sich selbst des sermo rusticus, der einfachen, ländlichen Sprache, die er als Prediger einer erfolgreichen Breitenwirkung willen als „neue, zukunftsweisende Sprech- und Schreibvarietät legitimieren“ und sie dem gebildeten Volk andienen möchte. In einem anderen Werk (in der Einleitung der Libri de virtutibus St. Martini) führt Gregor aus, dass seine Mutter ihm geraten habe, die Wundertaten des Heiligen Martin von Tours ohne Rücksicht auf seine sprachlichen Bedenken verständlich niederzuschreiben. Die Frage nach Gregors tatsächlicher Lateinkompetenz verlöre an Bedeutung, wenn man eine programmatische Absicht annimmt.

#### Wirkung und Bewertung
Im Mittelalter wurde das Geschichtswerk viel gelesen. In den folgenden Jahrhunderten wurde es von unbekannten Autoren weitergeführt, die als Fredegar bekannt sind. Der erste Druck (editio princeps) erschien 1511/12 in Paris.
In der modernen Forschung ist Gregors Glaubwürdigkeit umstritten. Besonders kritisch wurde sie in der jüngeren Zeit von Ian N. Wood beurteilt. Wood würdigt zwar, dass Gregor nach fast einem Jahrhundert das erste Mitglied der gallo-römischen Aristokratie gewesen sei, das ein Geschichtswerk verfasste, und lobt auch Gregors Kunst als Geschichtenerzähler, setzt dort aber auch mit seiner Kritik an. Denn nach Wood arrangierte Gregor sein Werk so, wie es seiner Sichtweise dienlich war, und verschwieg gezielt manche Ereignisse seiner eigenen Zeit. Wood und andere meinen zudem, dass die kulturelle Diskrepanz zwischen dem 5. Jahrhundert, als in Gallien der vorzüglich gebildete Schriftsteller Sidonius Apollinaris lebte, und Gregors Zeit in Wahrheit nicht so groß war, wie Gregor sie darstellt. Schließlich wirkten dort auch um 600 noch bedeutende Dichter in spätantiker Tradition wie Venantius Fortunatus. Wood kommt daher zu einer generell skeptischen Einschätzung von Gregors Zuverlässigkeit, da dieser bewusst ein finsteres Bild seiner Zeit gezeichnet habe. Ein weiterer Kritiker ist Walter A. Goffart, der Gregor ebenfalls vorwarf, bestimmte Ereignisse bewusst unterschlagen zu haben. Insgesamt hat die neuere Forschung betont, wie sehr Gregor noch spätantiken Traditionen verhaftet war; sie hat sich damit deutlich von älteren Positionen entfernt, die Gregor ganz dem Mittelalter zurechneten.
Allerdings ist es möglich, dass Gregor manches überging, weil er es nicht für erwähnenswert hielt, und nicht, weil er es den Lesern vorenthalten wollte, um sie zu beeinflussen. Tatsächlich können Gregors selektiver Umgang mit seinem Stoff und seine Neigung zum Moralisieren moderne Leser befremden, doch war beides damals normal und keine Besonderheit Gregors. Ebenso wie andere kirchliche Autoren verstand er sein Werk als Darstellung der Heilsgeschichte und verfuhr in diesem Sinne konsequent. Kritisiert werden auch manche nicht korrekte chronologische Angaben und ungenaue Zahlenangaben in den frühen Büchern, etwa bezüglich Gregors Schilderungen zu Chlodwig, zu dessen Regierungszeit Gregor wohl nur lückenhafte Informationen zur Verfügung hatte.
Der hohe Quellenwert des Werks (nicht nur für die politischen Ereignisse, sondern auch für die Kulturgeschichte) in einer ansonsten quellenarmen Zeit ist jedenfalls unbestreitbar. Gregor bemüht sich jedoch nicht um ein Verständnis historischer Entwicklungen und Zusammenhänge, sondern reiht (manchmal zusammenhanglos) Begebenheiten aneinander. Daher ist er mehr Geschichtenerzähler als (im eigentlichen Sinne des Begriffs) Historiker.

### Weitere Werke
Die weiteren Werke Gregors gehören hauptsächlich in das Gebiet der Hagiographie; dabei stehen Wundererzählungen im Mittelpunkt. Sie finden heute weit weniger Beachtung als das große Geschichtswerk, doch im Mittelalter waren sie bekannter als die Historiae. Gregor verfasste folgende Schriften:
- Libri octo miraculorum (Acht Bücher der Wunder), eine Sammlung von Lebensgeschichten gallischer Heiliger mit folgender Unterteilung:[35]
  - Buch 1: Liber in gloria martyrum (Buch zum Ruhm der Märtyrer)
  - Buch 2: Liber de passione et virtutibus sancti Iuliani martyris (Buch über das Leiden und die Wunder des heiligen Märtyrers Julianus), handelt von dem antiken Märtyrer Julianus von Brioude
  - Bücher 3–6: Libri IV de virtutibus sancti Martini (Vier Bücher über die Wunder des heiligen Martin)
  - Buch 7: Liber vitae patrum (Buch vom Leben der Väter), enthält zwanzig Lebensbeschreibungen von Heiligen vorwiegend aus der Gegend von Clermont und Tours
  - Buch 8: Liber in gloria confessorum (Buch zum Ruhm der Bekenner)

- Liber de miraculis beati Andreae apostoli (Buch über die Wunder des seligen Apostels Andreas), kurz vor 593 verfasst
- Passio sanctorum septem dormientium apud Ephesum (Leiden der heiligen sieben Schläfer von Ephesos), eine lateinische Fassung der orientalischen Siebenschläferlegende
- De cursibus ecclesiasticis (auch De cursu stellarum ratio), eine Abhandlung über die Beobachtung der Gestirnsbewegungen zum Zweck der Bestimmung der Gebetszeiten; im Zeitraum 575–582 verfasst[36]

- In psalterii tractatum commentarius (Psalmenkommentar; von diesem Werk sind nur Fragmente erhalten geblieben)

## Familienbeziehungen
Gregor gibt in seinem Werk zahlreiche Hinweise auf seine Familie, die eine zusammenhängende Darstellung ermöglichen und ein Bild zum sozialen Status Gregors und seiner Verwandten geben.

### Die Familie Gregors
1. Georgius, Senator der Auvergne; ⚭ Leocadia, Schwester des Inpetratus (um 525 bezeugt), aus der Familie des Vectius Epagatus, 177 Märtyrer in Lyon, dessen Nachkomme Leocadius (Senator in Bourges, Ende des 3. Jahrhunderts) und dessen Sohn Lusor (Ende 3./Anfang 4. Jahrhundert)
  1. Gallus (* 487), Bischof der Auvergne 525–551
  2. Florentius, Senator der Auvergne; ⚭ Armentaria, Tochter von NN, Sohn von Gregor von Langres, comes von Autun, Bischof von Langres, und Armentaria, und NN, Tochter von Florentinus, Senator, Elekt von Genf (513), und Artemia
    1. Petrus, Diakon in Langres, 574 verjagt
    2. Gregorius (Georgius Florentius) (* 538; † 594), 573 Bischof von Tours
    3. Tochter; ⚭ Iustinus
      1. Iustina, Pröpstin in Poitiers
      2. Eusthenia; ⚭ Nicetius

### Die Familie Gregors von Langres (Gregorius Attalus)
1. Gregorius Attalus (um 450-um 540), „ex senatoribus primis“, comes von Autun 466/67, Bischof von Langres 506/07, Heiliger; ⚭ Armentaria; † vor 506/07, wohl Tochter von Armentarius, Bischof von Langres etwa 479/506
  1. Tetricus von Langres, Bischof von Langres 539–572/73
  2. Sohn
    1. Euphronius von Tours (* 503), Bischof von Tours 556–573

  3. Kind
    1. Attalus

  4. Sohn; ⚭ NN, Tochter von Florentinus, Senator von Genf, Elekt von Genf um 513, und Artemia
    1. Armentaria; ⚭ Florentius, Senator der Auvergne (siehe oben)

Euphronius von Autun (wohl ein Onkel Gregors von Langres), Bischof von Autun ca. 451–nach 475, Heiliger

### Die Nachkommen des Senators Florentinus
1. NN
  1. Florentinus, Senator von Genf, Elekt von Genf 513, verzichtet wegen der Schwangerschaft seiner Frau; ⚭ Artemia
    1. Gundulfus, 581 dux
    2. Tochter; ⚭ NN, Sohn von Gregor, comes von Autun (siehe oben)
    3. Nicetius (* 513), Bischof von Lyon 552–573

  2. Sacerdos (486/87–551/52), Bischof von Lyon nach 541, Onkel des Nicetius, somit vielleicht auch Bruder Artemias
    1. Aurelianus, Bischof von Arles

## Ausgaben
- Bruno Krusch, Wilhelm Levison (Hrsg.): Scriptores rerum Merovingicarum 1,1: Gregorii Turonensis Opera. Teil 1: Libri historiarum X. Hannover 1951 (Monumenta Germaniae Historica, Digitalisat) [maßgebliche Ausgabe der Historiae]
- Bruno Krusch (Hrsg.): Scriptores rerum Merovingicarum 1,2: Gregorii Turonensis Opera. Teil 2: Miracula et opera minora. Hannover 1885 (Monumenta Germaniae Historica, Digitalisat) [enthält alle anderen Werke Gregors]

## Übersetzungen
- Gregor von Tours: Zehn Bücher Geschichten. 2 Bände. Auf Grund der Übersetzung Wilhelm Giesebrechts neu bearbeitet von Rudolf Buchner. Wissenschaftliche Buchgesellschaft, Darmstadt 1955/1956 (und Nachdrucke).
- Gregor von Tours: Fränkische Geschichte. 3 Bände. Nach der Übersetzung von Wilhelm von Giesebrecht neu bearbeitet von Manfred Gebauer. Phaidon-Verlag, Essen u. a. 1988.
- Gregory of Tours: Life of the Fathers. Ins Englische übersetzt von Edward James (= Translated Texts for Historians. Band 1). 2. Auflage. Liverpool University Press, Liverpool 1991, ISBN 0-85323-327-6.
- Gregory of Tours: Glory of the Martyrs. Ins Englische übersetzt von Raymond Van Dam (= Translated Texts for Historians. Band 4). Reprint with corrections. Liverpool University Press, Liverpool 2004, ISBN 0-85323-236-9.
- Gregory of Tours: Glory of the Confessors. Ins Englische übersetzt von Raymond Van Dam (= Translated Texts for Historians. Band 5). Reprint with corrections. Liverpool University Press, Liverpool 2004, ISBN 0-85323-226-1.
- Gregory of Tours: Lives and Miracles (= Dumbarton Oaks Medieval Library. Band 39). Herausgegeben und ins Englische übersetzt von Giselle de Nie. Harvard University Press, London 2019.